# باول بيتي (عسكري)
باول بيتي (بالفرنسية: Paul Armand Petit)‏ هو طيار فرنسي، ولد في 17 يناير 1890 في باريس في فرنسا، وتوفي في 18 سبتمبر 1918 في Brimont ‏ في فرنسا.